# 圣安德烈广场

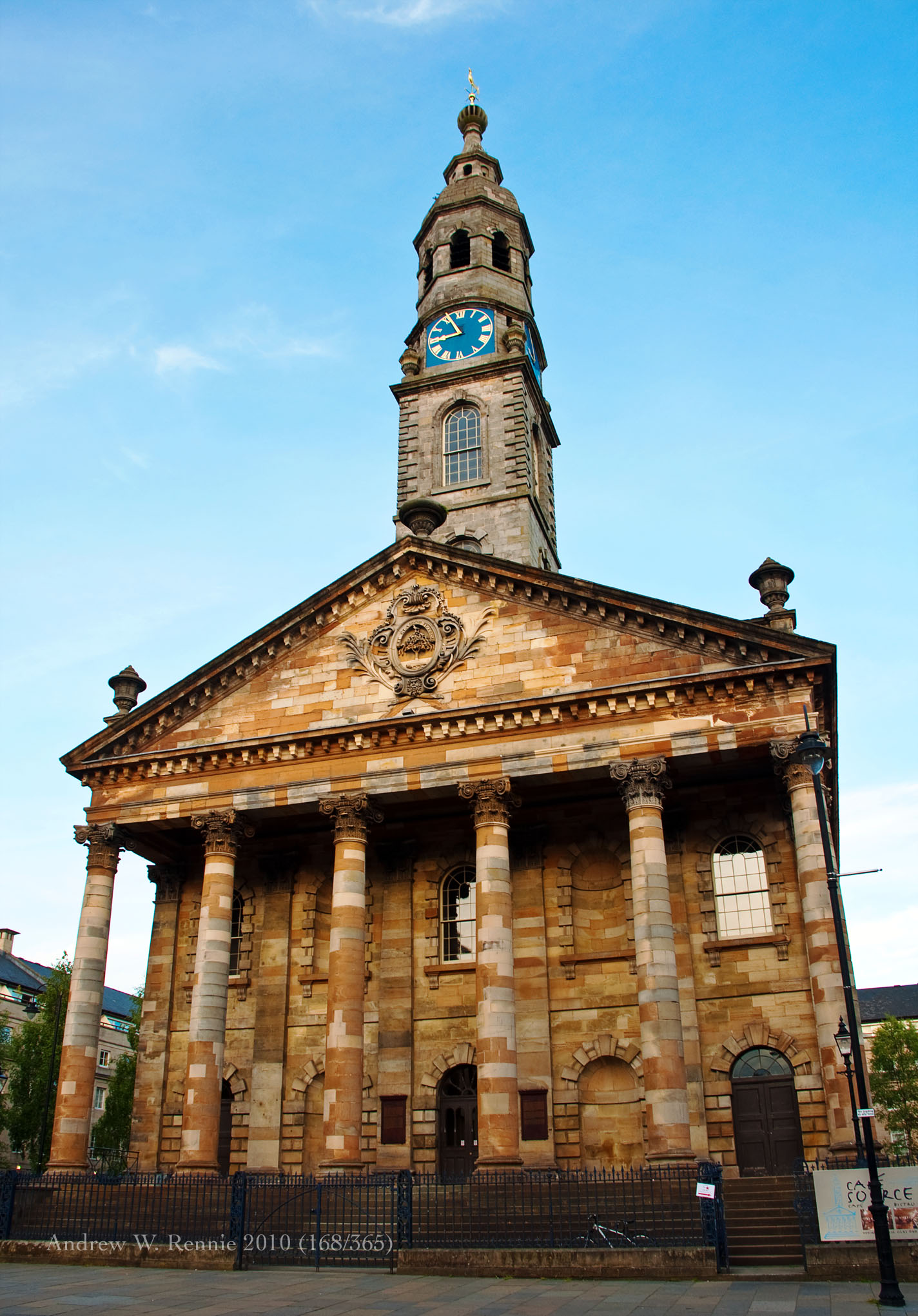

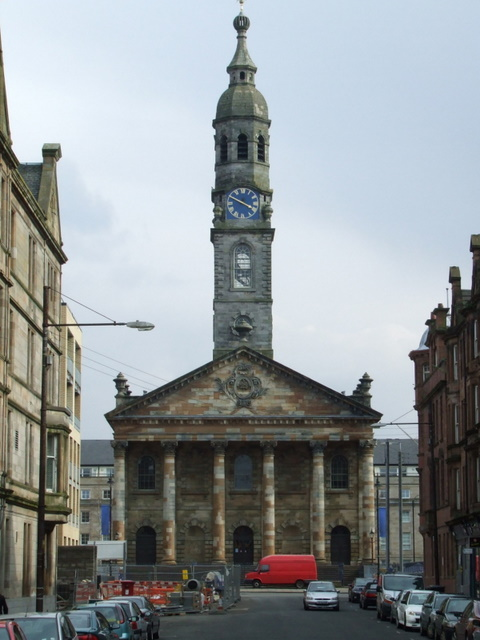

圣安德烈广场（St Andrew's Square）是英国格拉斯哥东区的一个广场，位于格拉斯哥十字东南，由威廉·哈密尔顿开辟于1786 -1787年。
广场得名于其中心的广场圣安德烈堂（St Andrew's in the Square），建于1739年-1756年，为格拉斯哥第四古老的教堂，次于格拉斯哥大教堂、Trongate steeple尖顶教堂和附近的绿地圣安德烈堂。这是在苏格兰宗教改革之后建立的第一个长老会教堂。该堂被认为是英国最好的古典教堂之一，灵感来自伦敦的圣马田教堂，现已改为文化中心，被列为A类登录建筑。
广场周围原为格拉斯哥富商的住宅区。然而，由于城市在19世纪向西迁移，导致该地区逐渐衰败。广场上的大部分建筑在1980年代拆除，1996年以后陆续兴建了一些新建筑。